# Saison 3 de You
 (mars 2025).
 (novembre 2021).
La mise en forme du texte ne suit pas les recommandations de Wikipédia : il faut le « wikifier ».
Les points d'amélioration suivants sont les cas les plus fréquents. Le détail des points à revoir est peut-être précisé sur la page de discussion.
- Les titres sont pré-formatés par le logiciel. Ils ne sont ni en capitales, ni en gras.
- Le texte ne doit pas être écrit en capitales (les noms de famille non plus), ni en gras, ni en italique, ni en « petit »…
- Le gras n'est utilisé que pour surligner le titre de l'article dans l'introduction, une seule fois.
- L'italique est rarement utilisé : mots en langue étrangère, titres d'œuvres, noms de bateaux, etc.
- Les citations ne sont pas en italique mais en corps de texte normal. Elles sont entourées par des guillemets français : « et ».
- Les listes à puces sont à éviter, des paragraphes rédigés étant largement préférés. Les tableaux sont à réserver à la présentation de données structurées (résultats, etc.).
- Les appels de note de bas de page (petits chiffres en exposant, introduits par l'outil «  Source ») sont à placer entre la fin de phrase et le point final[comme ça].
- Les liens internes (vers d'autres articles de Wikipédia) sont à choisir avec parcimonie. Créez des liens vers des articles approfondissant le sujet. Les termes génériques sans rapport avec le sujet sont à éviter, ainsi que les répétitions de liens vers un même terme.
- Les liens externes sont à placer uniquement dans une section « Liens externes », à la fin de l'article. Ces liens sont à choisir avec parcimonie suivant les règles définies. Si un lien sert de source à l'article, son insertion dans le texte est à faire par les notes de bas de page.
- La présentation des références doit suivre les conventions bibliographiques. Il est recommandé d'utiliser les modèles {{Ouvrage}}, {{Chapitre}}, {{Article}}, {{Lien web}} et/ou {{Bibliographie}}. Le mode d'édition visuel peut mettre en forme automatiquement les références.
- Insérer une infobox (cadre d'informations à droite) n'est pas obligatoire pour parachever la mise en page.

Pour une aide détaillée, merci de consulter Aide:Wikification.
Si vous pensez que ces points ont été résolus, vous pouvez retirer ce bandeau et améliorer la mise en forme d'un autre article.
Chronologie
Saison 2 Saison 4
La troisième saison du thriller psychologique américain You est commandée par Netflix le 14 janvier 2020. Elle met en avant la relation tendue entre Joe Goldberg et Love, qui est enceinte de son enfant dans une nouvelle maison en banlieue. Les créateurs de la série Greg Berlanti et Sera Gamble reviennent en tant que coproducteurs exécutifs. Gamble est en outre scénariste-productrice. Penn Badgley, Victoria Pedretti et Saffron Burrows, qui est devenu un habitué de la série, reprennent leurs rôles. La distribution inclut de nouveaux acteurs comme Shalita Grant, Travis Van Winkle, Dylan Arnold et Tati Gabrielle. Michaela McManus incarne la nouvelle voisine de Joe ; elle est déjà apparue à la fin de la deuxième saison. La première de cette saison de dix épisodes a lieu le 15 octobre 2021,,.
À la suite de la pandémie de COVID-19 en décembre 2020, la production de la troisième saison a été interrompue pendant deux semaines et a repris en février 2021.Liste des épisodes (en)

## Synopsis
Dans la troisième saison, Joe et Love sont mariés et élèvent leur nouveau-né, Henry, dans la banlieue californienne de Madre Linda. Leur relation entre dans une nouvelle dynamique, mais Joe entame un nouveau cycle d'obsession à la suite de son engouement naissant pour Natalie, la voisine d'à côté. Cette fois, Love va inverser le scénario pour s'assurer que son rêve d'avoir une famille parfaite ne soit pas brisé dans l'œuf par les actions compulsives de Joe.

## Distribution

### Acteurs principaux
- Penn Badgley : Joe Goldberg, un tueur en série qui s'installe dans une banlieue relativement paisible avec sa partenaire[5].
- Victoria Pedretti : Love Quinn, la petite amie enceinte de Joe et la seule héritière restante de la famille Quinn[5].
- Shalita Grant : Sherry Conrad, une maman influenceuse célèbre dans sa région et admirée par ses adeptes des médias sociaux pour son image bien maîtrisée[6].
- Travis Van Winkle : Cary Conrad, un fondateur riche, charismatique et autoproclamé qui dirige sa propre entreprise de compléments alimentaires[6].
- Saffron Burrows : Dottie Quinn, la mère endeuillée de Love[5].
- Tati Gabrielle : Marienne, une bibliothécaire intransigeante qui se démène avec ses problèmes personnels tout en essayant de créer un meilleur avenir pour elle et son jeune enfant[5].
- Dylan Arnold : Theo Engler, un étudiant qui entretient une relation tendue avec son beau-père et qui souffre de problèmes d'addiction[5].

### Acteurs récurrents
- Scott Speedman : Matthew Engler, un PDG aisé, mari et père introverti, réservé et parfois mystérieux[7].
- Michaela McManus : Natalie Engler, la voisine de Joe et le nouvel objet de son obsession, qui mène une vie secrète[5].
- Shannon Chan-Kent : Kiki, membre fidèle de la bande de Sherry et coach de vie réputée[5].
- Ben Mehl : Dante, un ancien vétéran de guerre qui travaille maintenant comme bibliothécaire et qui essaie de consacrer son temps à son compagnon et à ses deux beaux-enfants[5].
- Christopher O'Shea : Andrew, un père au foyer en pleine forme et un ami proche dans le cercle restreint de Sherry[5].
- Christopher Sean : Brandon, le mari de Kiki qui travaillait auparavant comme investisseur dans le domaine de la technologie et qui est maintenant un père au foyer pour leurs enfants[5].
- Bryan Safi : Jackson, le mari méprisant d'Andrew, un avocat renommé dans le domaine de la technologie[5].
- Mackenzie Astin : Gil, un professeur de géologie sympathique et attentionné envers ses étudiants[5].
- Ayelet Zurer : Dr Chandra, une thérapeute de couple extrêmement brusque mais expérimentée, qui traite les problèmes de ses patients avec perspicacité[5].
- Jack Fisher : Joe enfant[5].
- Mauricio Lara : Paulie, un ami proche de Joe pendant ses années de formation[5].
- Scott Michael Foster : Ryan, un journaliste de la télévision locale et un père célibataire respecté qui a surmonté sa dépendance, mais qui cache ses propres secrets aux autres[8].
- Noel Arthur : Lansing[9].

## Production

### Développement
Netflix a confirmé que You a été renouvelée pour une troisième saison de 10 épisodes le 14 janvier 2020, environ trois semaines après la sortie de la deuxième saison,,. Avant l’annonce officielle, l’acteur principal Penn Badgley a accidentellement laissé échapper qu’il y aurait une troisième saison pendant une interview de Entertainment Tonight. La production de la troisième saison a commencé en février 2020, mais a été suspendue en raison de la pandémie de COVID-19. La production a repris en novembre 2020. Sera Gamble est revenue en tant que scénariste-productrice et a été coproductrice exécutif avec le co créateur de la série Greg Berlanti.
Les deux premières saisons étaient plus ou moins inspirés par les livres You and Hidden Bodies de Caroline Kepnes. Un troisième livre écrit par Kepnes a été publié le 6 avril 2021, mais on ne peut déterminer dans quelle mesure l'intrigue de ce roman influence la troisième saison de You. Interrogée à ce sujet lors d'une interview avec FilmInk, Gamble déclare : « vous pourrez voir les similitudes lorsque vous lirez le livre. Mais au cours de la saison 2, Joe et Love ont pris des directions différentes de celles des livres de Caroline. Plus une série télévisée existe parallèlement à un livre ou à une série de livres, plus elle diverge en quelque sorte. ».
Pour la troisième saison, la série a reçu 7,2 millions de dollars de crédits d'impôt de l'État de Californie. Le tournage de la troisième saison a commencé le 2 novembre 2020 et devait normalement se conclure en avril 2021,. Le 31 décembre 2020, la production de la troisième saison a été interrompue pendant deux semaines en raison d'une recrudescence de la pandémie de COVID-19. Le tournage a été relancé en février 2021 et s'est achevé en avril 2021,,.

### Casting
Penn Badgley est de retour dans le rôle principal de Joe Goldberg, et Victoria Pedretti reprend son rôle de Love Quinn, la petite amie de Joe, qui est tombée enceinte de lui à la fin de la deuxième saison. En octobre 2020, Travis Van Winkle et Shalita Grant sont nommés acteurs réguliers de la série et Scott Speedman est sélectionné pour jouer dans un rôle récurrent,,,. Le 18 novembre 2020, Dylan Arnold et Tati Gabrielle sont annoncés comme nouveaux membres réguliers de la série, et les invités récurrents Michaela McManus, Shannon Chan-Kent, Ben Mehl, Christopher O'Shea, Christopher Sean, Bryan Safi, Mackenzie Astin, Ayelet Zurer, Jack Fisher et Mauricio Lara sont également annoncés comme nouveaux membres de la série. McManus incarne le mystérieux voisin de Joe, on peut l'apercevoir rapidement à la fin de la deuxième saison. Saffron Burrows est nommée actrice régulière de la série après avoir joué un rôle récurrent dans la deuxième saison. Le 25 janvier 2021, Scott Michael Foster intègre le casting dans un rôle récurrent pour la saison 3. Le 15 avril 2021, l'absence de John Stamos est confirmée pour la troisième saison.

## Sortie
Dans le cadre d'une vidéo et d'une lettre adressée à ses actionnaires en avril 2021, Ted Sarandos, co-directeur général et directeur du contenu de Netflix, a annoncé que la troisième saison de You devrait être disponible au cours du quatrième trimestre 2021,. Le 30 août 2021, Netflix a dévoilé que la troisième saison serait lancée le 15 octobre 2021 . Ce jour-là, une bande-annonce a été mise en ligne et a dévoilé le nom du bébé de Love et Joe, Henry. La bande-annonce officielle de la troisième saison est sortie le 17 septembre 2021.